# Selbstkostenverlag
Der im Verlagswesen gebräuchliche Begriff Selbstkostenverlag (in Österreich und der Schweiz: Selbstzahlerverlag; auch Bezahlverlag) bezeichnet einen Verlag, der für Herstellung und Veröffentlichung eines Buches von Dritten oder den Autoren selbst einen so genannten „Druckkostenzuschuss“ erhebt, der neben allen Kosten für die Erstellung auch die Kalkulation einer Gewinnspanne umfasst. Damit ist der Selbstkostenverlag ein Unternehmen (oder auch Teil eines Unternehmens), das nach Schließen eines Werkvertrags umfängliche Dienstleistungen für die Selbstpublikation von Büchern und E-Books anbietet, jedoch keinen Verlagsvertrag im eigentlichen Sinne schließt, wie zum Beispiel in Deutschland nach § 1 Verlagsgesetz. Für das OLG München 2009 ist der kritische Begriff Pseudoverlag zulässig sowie für das OLG Köln die Meinungsäußerung, hierbei „handele es sich nicht um Verlage im eigentlichen Sinn“.

## Zum Begriff
In zwei wissenschaftlichen Arbeiten von 2007 und 2012, darunter eine Dissertation, wird Eduard Schönstedt aus seinem als Standardwerk angesehenen Buch Der Buchverlag (1991) zitiert, der den so genannten Zuschussverlag untergliedert in „Selbstkosten-, Herstellkosten- und Druckkostenverlage“.
Den bislang frühesten Beleg für einen mehrfachen Gebrauch des Begriffs findet sich in dem Selbstkostendichtung überschriebenen Beitrag von Hans Natonek in dem Sammelband  „25. Jahrgang, Zweites Halbjahr 1929“ der Weltbühne. Er bespricht darin „rührend schmale Bändchen“, die im Xenien Verlag in Leipzig erschienen sind, dem „größten Selbstkostenverlag Deutschlands“. Und in einem Brief von Ernst Rowohlt an Alfred Richard Meyer heißt es: „Mit welchem Stolz zeigtest Du mir zum Beispiel einmal eines der ersten Bücher des von uns so geliebten Heinrich Mann, das gegen Bezahlung der Herstellungskosten durch den Autor in einem sogenannten Selbstkostenverlag erschienen war.“
Seit den 1980ern nutzen in Deutschland Selbstkostenverlage für ihre Selbstbezeichnungen eine Begriffsverbindung mit „Verlag“ wie in „Druckkostenzuschussverlag“, „Privatverlag“ oder „Dienstleisterverlag“.
Im deutschsprachigen Raum werden derartige Unternehmen zuweilen auch als Bezahlverlag bezeichnet. Dieser Begriff korrespondiert mit Bezeichnungen dafür in anderen Sprachen wie das französische Édition à compte d'auteur und das italienische Editoria a pagamento. Im Englischen hingegen wird mit dem Begriff „Vanity press“ für derartige Unternehmen auf die Autoren (Vanity = Eitelkeit) abgehoben, die den Druck ihrer Werke selbst bezahlen.
Aber daneben findet der Begriff „Selbstkostenverlag“ auch noch in jüngerer Zeit Anwendung, z. B. wenn sich eine Self-Publishing-Plattformen wie Lulu.com generell mit ihrem Geschäftsmodell als Dienstleister zur Erstellung von Selbstpublikationen von Selbstkostenverlagen abgrenzt. Des Weiteren wurde er u. a. noch genutzt in Artikeln der Zeit (1983) oder des Tagesspiegels (2012).
Der Selbstkostenverlag unterscheidet sich laut Eduard Schönstedt von anderen Geschäftsmodellen eines Zuschussverlags, die entweder als „Druckkostenverlag“ lediglich eine anteilige oder komplette Übernahme der Kosten für den Druck oder als „Herstellkostenverlag“ eine Übernahme sämtlicher, auch über die für den Druck hinausgehenden Kosten für den Hersteller erheben.
Da in der Praxis die Begriffe Zuschussverlag wie auch Druckkostenverlag, Herstellkostenverlag und Selbstkostenverlag nicht als Selbstbezeichnungen aufscheinen, sondern diese Unternehmen allesamt – in Teilen zu Unrecht – als Verlag auftreten, ist eine eindeutige Zuordnung erschwert. In einem Zeit-Artikel von 1975 berichtet Armin Ayren, wie er mehrere Angebote für generell nur schwer verkäufliche Lyrik-Bände angefordert hatte und anschließend lediglich auf ein einziges verweisen konnte, das den Kriterien eines Druckkostenverlags entsprochen hätte.
Buchverlage im „traditionellen“ Sinne bzw. Publikumsverlage definieren sich gerade dadurch, dass sie das gesamte unternehmerische Risiko übernehmen und demzufolge von ihren Autoren auch keinerlei Druckkostenzuschuss einfordern. Selbstkostenverlage insbesondere im Verhältnis zu den Autoren dennoch als Verlag einzuordnen setzte voraus, dass sie mit den Autoren einen Verlagsvertrag (z. B. in Deutschland nach § 1 Verlagsgesetz) schlössen und ihnen für die eingeforderten „Zuschüsse“ z. B. einen vergleichsweise höheren Gewinnanteil an verkauften Exemplaren einräumen sowie auf eigenes Risiko die Kosten für Lektorat, Lagerhaltung (sofern fixe Auflagen z. B. im Offsetdruck hergestellt wurden), Vertrieb und Werbung übernähmen. Doch ohne diese Merkmale ist auch laut OLG Köln die Meinungsäußerung zulässig, hier „handele es sich nicht um Verlage im eigentlichen Sinn“.

## Geschichte
Auch wenn Selbstkostenverlage bereits für das Jahr 1929 belegt sind, lassen sich deren Anfänge zeitlich nicht exakt bestimmen. Sie sind jedoch nicht mit den weit zurückliegenderen und auch der Definition nach abzugrenzenden Anfängen der Verlage ineinszusetzen. Der 1975 von Armin Ayren veröffentlichte Artikel Das Geschäft mit den Dichtern in der Zeit weist diesem Geschäftsmodell noch keinen gesonderten Begriff wie „Selbstkostenverlag“ zu, sondern spricht auch hier noch von „Verlagen“. Er bezieht sich dabei u. a. auf den deutsch-österreichischen J. G. Bläschke Verlag, der in seinen Anfängen wie ein regulärer Publikumsverlag Werke von möglichst zugkräftigen Autoren auf eigene Kosten verlegt hatte. Ab den 1970ern erweiterte dieser Verlag jedoch sein Geschäft um die Annahme von Werken unbekannter Autoren, denen er als „Zuschussverlag“ für das Verlegen ihrer Werke erst nur einen „Druckkostenzuschuß“, alsbald jedoch bis zu seinem Konkurs 1985 als „Selbstzahlerverlag“ (so bezeichnet von Günter Navky, 2005) sämtliche Herstellungskosten und auch noch darüber hinausgehende Honorare für Leistungen wie Beratung und Lektorat etc. abverlangt hatte.
In Deutschland markierte ab dem 28. Februar 1983 der Frieling-Verlag mit dem Slogan „Verlag sucht Autoren“ und der Selbstbezeichnung „Privatverlag“ den Beginn eines neuen Aufschwungs für die Selbstkostenverlage.
Durch die Einführung des im Gegensatz zur bisher üblichen Buchherstellung weit preisgünstiger zu kalkulierenden Book-on-Demand-Verfahrens hat der Markt für Selbstkostenverlage Ende der 1990er einen weiteren Aufschwung genommen, der im deutschen Sprachraum seit circa 2005 durch die sich immer mehr verbreitenden E-Book-Reader und die dafür noch kostengünstiger als die Book-on-Demand-Printmedien zu produzierenden E-Books neuerlichen Auftrieb erfahren hat. Insbesondere die dadurch entstandenen erweiterten Vertriebs- und Kommunikationsmöglichkeiten des Internets brachten einen generellen Wandel auf dem Buchmarkt.

## Allgemeines

### Dienstleistungen
- Als Dienstleister zur Erstellung von Selbstpublikationen ist für Selbstkostenverlage die Qualität der von ihnen hergestellten und vertriebenen Texte per se irrelevant und damit kein Kriterium, einen Auftrag abzulehnen – somit kann im Prinzip jeder bei Selbstkostenverlagen ein Buch in Auftrag geben. (Einschränkungen gibt es lediglich insofern, als mit den Veröffentlichungen keine gesetzeswidrigen Tatbestände geschaffen werden dürfen wie z. B. eine Urheberrechtsverletzung oder Volksverhetzung.)
- Rein technisch übernehmen Selbstkostenverlage „aus einer Hand“ oder in Teilen die gleichen Aufgaben wie ein regulärer Verlag (→ siehe hierzu z. B.: Publikumsverlag), nur dass sie eben nicht in einen Autor investieren (verlegen = vorlegen),[26] sondern dem Autor jedwede Leistung – u. a. Beratung inkl. Korrekturen und Lektorat, Erstellen der Druckvorlage bis hin zur Herstellung, Marketing und Bewerbung des verkaufsfertigen Buches – mit mehr oder weniger großer Gewinnspanne für sich in Rechnung stellen.
- Was die Publikationsformen angeht, bieten Selbstkostenverlage einen Buchdruck im Book-on-Demand-Verfahren oder/und im Offset-Druck mit bestimmten Auflagengrößen oder/und als E-Book an.
- Ferner gibt es unterschiedliche sowie in sich variable Angebote für die Ausstattung eines Buches u. a. als Paperback oder/und als Hardcover sowie im Schwarz-Weiß- oder/und Farbdruck.

### Kosten und Kostenvoranschläge
→ Siehe hierzu auch: Kalkulation im Artikel Selbstpublikation
Das Preis-Leistungs-Verhältnis der Selbstkostenverlage divergiert erheblich, wie auch die Art und Weise der Erhebung ihrer Honorarforderungen für weitergehende Dienstleistungen sehr vielfältig ist. Die Kostenvoranschläge der Selbstkostenverlage und deren jeweilige Aussagekraft unterliegen keinen einheitlichen Standards, was generell eine Vergleichbarkeit zwischen den Anbietern erschwert.
Anbieter wie der Frieling-Verlag Berlin halten sich hierzu sehr bedeckt, nennen auf ihrer Webseite keine konkreten Zahlen, sondern gewähren lediglich auf Anfrage die „Gratis-Zustellung“ einer Broschüre und legen erst nach Ansicht des Manuskripts ein „individuelles Angebot“ vor. Bei diesem Anbieter sind mindestens mehrere tausend Euro, wenn nicht sogar mehrere zehntausend Euro für die Erstellung eines Buchtitels zu veranschlagen.

### Kunden
→ Siehe hierzu auch: Begründungszusammenhänge im Artikel Selbstpublikation
Kunden bzw. Auftraggeber der von Selbstkostenverlagen erbrachten Dienstleistungen für Selbstpublikationen sind einzelne Autoren, die je nach Bedarf und Vorkenntnissen ggf. auch mehrere der mit Kosten verbundenen Angebote nachfragen. Dass im Sinne „institutionell bedingter“ Selbstpublikationen auch Institute (u. a. Bibliotheken, Universitäten) auf Selbstkostenverlage zurückgreifen oder zurückgegriffen hätten, ist nicht zu belegen.

### Rezeption
→ Siehe hierzu auch: Rezeption von Selbstpublikationen unter Selbstpublikation
Die Wertschätzung von literarischen Veröffentlichungen über einen Selbstkostenverlag unterliegen vorderhand denselben Kriterien wie Veröffentlichungen durch Verlage, d. h., deren Erfolg misst sich an verkauften Exemplaren sowie an der Wahrnehmung durch die Literaturkritik.
Doch grundsätzlich ordert der Buchhandel von sich aus so gut wie keine Bücher aus den Programmen der Selbstkostenverlage und deren Titel werden ohne das eigene Engagement des Autors von der Literaturkritik bzw. „in der literarischen Öffentlichkeit nicht wahrgenommen“. Autoren, die lediglich selbstfinanzierte Buchveröffentlichungen in Selbstkostenverlagen vorweisen können, werden nicht vom Verband deutscher Schriftsteller aufgenommen. Das Gleiche gilt für die Bewerbung um Aufnahme in die Autorendatenbank des Friedrich-Bödecker-Kreises. Zudem wirkt sich der Unterschied zu einem professionellen Autor auch vor deutschen Finanzämtern aus, wenn ein Hobbyautor u. a. Publikationskosten von insgesamt mehreren tausend Euro nicht als Verluste bzw. Werbungskosten steuerlich absetzen kann, da er „mit seiner Autorentätigkeit keinen Totalgewinn hätte erzielen können“ und „die Bereitschaft zur Übernahme nicht unerheblicher Druckkosten spreche dafür, dass überwiegend private Interessen und Neigungen für die Tätigkeit ursächlich gewesen seien“.

## Zum Geschäftsmodell
Letztlich kann jedes Unternehmen u. a. in Verbindung mit einer Druckerei auch als Selbstkostenverlag auftreten und entsprechende Dienstleistungen anbieten. Während Selbstkostenverlage noch bis in die 1990er vor allem auf der Grundlage des Offset-Druckverfahrens und der Herstellung unterschiedlich hoher Auflagenhöhen ihre Angebote machten, wird seit Beginn des 21. Jahrhunderts immer mehr auf den Digitaldruck gesetzt in Form des Book-on-Demand- und E-Book-Verfahrens inklusive „Online-Shop“-Vertrieb.
Den ab etwa den 1980ern offensiv mit Slogans wie „Verlag sucht Autoren“ auftretenden Selbstkostenverlagen, den seinerzeit so genannten „Druckkostenzuschussverlagen“ oder einfach nur „Zuschussverlagen“ – ist es gelungen, nicht zuletzt auch zahlreiche Hobbyautoren zur Veröffentlichung eines ersten eigenen Buches zu ermuntern.
Vorreiter in Deutschland ist hierfür das 1983 gegründete Unternehmen Frieling-Verlag Berlin, das seine Leistungen noch heute (Stand: 2014) wie folgt zusammenfasst: „Durch unser vielseitiges Programm und unsere langjährige Erfahrung bei der Publikation von Büchern bieten wir jedem Autor die Möglichkeit, seinen Traum zu verwirklichen und mit einem Manuskript an uns heranzutreten. Denn jeder Autor braucht einen Verleger, der ihn unterstützt. Sie suchen Unterstützung für Ihr Buchprojekt, und wir suchen Schriftsteller, die veröffentlichen möchten.“
Während reguläre Verlage in der Regel auf weit weniger als ein Prozent eingesandter Manuskripte positiv reagieren, „sucht“ hier also ein „Verlag“ sogar nach neuen Autoren. Allerdings fragt der Anbieter dann auch noch: „Worin besteht das Risiko einer neuen Veröffentlichung? Ist eine finanzielle Beteiligung an der Veröffentlichung der Startauflage notwendig?“, und antwortet darauf mit „Um die Freiheit zu bewahren, neue, noch unbekannte Autoren zu fördern, nutzt der Frieling-Verlag bei der ersten Auflage eines Buches das Prinzip der Risikobeteiligung. Neue Autorinnen und Autoren können auf diese Weise aktiv die Erfüllung ihres Traumes mitbewirken, und zwar mit der professionellen Hilfe eines Privatverlages.“
Was hier „Risikobeteiligung“ an den Leistungen eines „Privatverlages“ genannt wird, wurde früher als „Druckkostenzuschuss“ bzw. auch nur als „Zuschuss“ apostrophiert, der sich nach Auskunft des Unternehmens „erfahrungsgemäß“ für das Gros der Einsender eines Manuskripts auch als notwendig erweist.

## Kritik an Selbstkostenverlagen

### Pseudoverlage
Die Kritik an Selbstkostenverlagen bezieht sich unter anderem darauf, dass Unternehmen in diesem Bereich bewusst die Selbstbezeichnung „Verlag“ in abgewandelter Form u. a. wie „Zuschussverlag“, „Druckkostenzuschussverlag“ („DKZV“), „Dienstleisterverlag“, „Literaturverlag“ oder „Privatverlag“ verwenden und damit verschleiern, dass es sich hierbei um Dienstleister zur Erstellung von selbst publizierten Medien handelt und somit das verlegerische Risiko alleine vom Auftraggeber getragen wird. Kritiker bezeichnen deshalb dieses Unternehmensmodell häufig mit dem englischen Begriff Vanity press oder als Pseudoverlage. Die öffentliche Verwendung dieses Begriffs für ein solches Unternehmen wurde auch durch das Landgericht München I und in zweiter Instanz vom Oberlandesgericht München bestätigt, die urteilten: „(dieser Begriff) charakterisiert und beschreibt den Unterschied der Leistungen des Dienstleisterverlags von denen der üblichen Publikumsverlage, die insbesondere die finanziellen Aufwendungen für die Herausgabe eines Manuskripts als Buch vorlegen.“ Ferner heißt es in dem Urteil: „Die Dienstleisterverlage, wie eben die der Klägerin, sind eben keine Verlage, wie die herkömmlichen Verlage, wie sie im Verständnis auch der interessierten Verkehrskreise aber auch der Allgemeinheit bekannt sind.“
Dies bezieht sich darauf, dass Selbstbezeichnungen wie Dienstleisterverlag den Kunden suggerieren sollen, die Unternehmen würden sich wie ein regulärer (Publikums-)Verlag um die Interessen jedes einzelnen Auftraggebers bzw. Autors kümmern. Dies wird zuweilen auch dadurch unterstrichen, dass sie in einer Nebenschiene einen Bruchteil ihrer Veröffentlichungen tatsächlich unter dem Vorzeichen eines Verlags als selbst verantwortete Editionen herausgeben. Wie wenig sich derartige Unternehmen um Form und Inhalte der Manuskripte von Kunden ihrer Hauptschiene scheren, zeigte auch die Aktion der Internet-Poetengruppe „42erAutoren“ auf, die unter Pseudonym neun Seiten eines angeblichen Manuskriptes von 842 Seiten mit „Wortmüll“ und „unzusammenhängendes Zeugs“ füllten und an sechs klassische Pseudoverlage zur Überprüfung verschickten: an die Deutsche Literaturgesellschaft und den Frieling-Verlag (beide in Berlin), an den R.G. Fischer und den August von Goethe Literaturverlag (beide in Frankfurt am Main), an den Wagner Verlag in Gelnhausen und an den österreichischen Novum-Verlag. Die Unternehmen lobten „Beutlichs Blödsinn in höchsten Tönen“ und waren „sehr angetan“, nicht zuletzt wegen „der Eindringlichkeit ihrer Darstellung und Ihrer Sprachgestaltung“.
Ein anderer wesentlicher Kritikpunkt ist die intransparente Kostengestaltung von Selbstkostenverlagen. Auf den Webportalen so genannter „Druckkostenzuschussverlage“ finden sich oft keine offen einsehbaren Preislisten oder Kostenübersichten, was wiederum keine unmittelbare Vergleichbarkeit erlaubt. So werden vollständige Angaben zu den Preisen ihrer Leistungen z. B. erst herausgegeben, nachdem eine kostenpflichtige oder/und scheinbar alles abdeckende Pauschale bezahlt wurde, der jedoch weitere Honorarforderungen folgen können, oder es ist sogar erst noch eine kostenpflichtige Broschur eines sich als Verleger gerierenden Unternehmensleiters zu erwerben, um überhaupt erst nähere Informationen zu den Kosten zu erhalten. Andere Angebote, die scheinbar alle Leistungen kostenlos erbringen, machen diese Leistungen u. a. von einer kostenintensiven „Club“- oder „Vereinsmitgliedschaft“ mit monatlich zu entrichtenden Mitgliedsbeiträgen abhängig.
Das Aktionsbündnis für faire Verlage stellte hinsichtlich der von derartigen Unternehmen geforderten „Risikobeteiligungen“ bzw. „Zuschüsse“ 2008 folgenden Vergleich mit renommierten Publikumsverlagen an: „Renommierte Publikumsverlage feiern schon fünf Prozent Umsatzrendite, Zuschussverleger können mit Renditen zwischen 25 und 30 Prozent rechnen. Manche kommen auf jährliche Betriebsergebnisse von einer halben Million Euro vor Steuer.“ Und weiter heißt es dazu: „Besonders widersprüchlich angesichts dieser Gewinne lassen sich die Aussagen einiger dieser Verlage vernehmen, die gegenüber Autoren behaupten, dass für das jeweilige Manuskript aufgrund angeblicher Verlagsfinanzierungen keine Finanzmittel mehr für sie bereitstünden. Der Autor muss deshalb selbst einen „Zuschuss“ zahlen. Tatsächlich zahlt nicht nur jeder einen „Zuschuss“, sondern alles komplett.“
Erschwert wird eine eindeutige Zuordnung von Selbstkostenverlagen aber auch durch die Kritiker selbst, die solche Unternehmen oft undifferenziert mit „Zuschussverlagen“ gleichsetzen. So ist auch das Aktionsbündnis in seinen Begriffssetzungen nicht immer einheitlich, d. h., es gebraucht z. B. auf seinen Seiten des Öfteren „Druckkostenzuschussverlag“ und „Zuschussverlag“ wie ein Synonym. Auf seiner Seite „Begriffsbestimmung“ unterscheidet es dann wiederum zwischen „Druckkostenzuschussverlag/Selbstzahlerverlag“ und „Pseudoverlag“. Demnach wäre ein „Druckkostenzuschussverlag“ noch annähernd nach alter Definition mit einem Zuschussverlag gleichzusetzen: „Nach der Definition beteiligt ein solcher Verlag den Autor oder einen Dritten an den Kosten der Erstauflage und verringert so sein unternehmerisches Risiko – zum Teil auf beträchtliche Weise. Der Autor trägt einen Teil der Kosten. Damit teilt sich der Verlag das unternehmerische Risiko.“ An gleicher Stelle heißt es wiederum unter „Pseudoverlag“: „Ein Pseudoverlag berechnet dem Autor demgegenüber gar sämtliche entstehenden Kosten, zuzüglich einer Gewinnspanne.“ Allerdings ist auch unklar bzw. scheint es fraglich, ob überhaupt noch und wie viele so genannte „Zuschussverlage“ lediglich den reinen Druckkostenzuschuss abverlangen und somit als Druckkostenverlag noch ein eigenes verlegerisches bzw. unternehmerisches Risiko eingehen. (Siehe hierzu auch die Anmerkung zu Doktoranden im Artikel Selbstpublikation.)

### Aktionen
Im April 2008 wurde das Aktionsbündnis für faire Verlage (abgekürzt Fairlag) gegründet, dem der Verband deutscher Schriftsteller (VS) in ver.di, der Bundesverband junger Autoren und Autorinnen (BVjA), die IG Autorinnen Autoren (IGAA) aus Österreich und der Verband Autorinnen und Autoren der Schweiz (AdS) angehören. Kernstück des Aktionsbündnisses ist die Fairlag-Erklärung „Und alles selbst bezahlt! Gefahren einer Veröffentlichung in so genannten Druckkostenzuschussverlagen/Selbstzahlerverlagen und Pseudoverlagen“, die von einer Vielzahl weiterer Literatureinrichtungen, darunter allen drei deutschsprachigen PEN-Zentren aus den deutschsprachigen Ländern, unterzeichnet wurde. Schon vor der Veröffentlichung der Erklärung erhielten Unterzeichner der Fairlag-Erklärung seitens der Betreiber von Pseudo- und Zuschussverlagen Unterlassungsaufforderungen und Klagedrohungen. Markus Hänsel-Hohenhausen, der sich als „Altverleger“ bezeichnet und bis 2003 Vorstandsvorsitzender der Frankfurter Verlagsgruppe war, veröffentlichte eine sogenannte „elfseitige Denkschrift“, in der er das Aktionsbündnis der „Diskriminierung neuer Autoren“ bezichtigte und dessen Forderungen von „Ausgrenzung und Zensur“ in den „geistigen Strom der Autorenverfolgung der Zeit des Nationalsozialismus und des Kommunismus“ stellte.
Umgekehrt bemühte man sich auch in der Branche um eine bessere Reputation. So suchten sich neben den Autoren und Verlagen auch die Self-Publishing-Plattformen als Dienstleister für Selbstpublikationen von Selbstkostenverlagen abzugrenzen: Am 23. Januar 2013 hatte die Verlagsgruppe Monsenstein und Vannerdat, zu der u. a. bis zum Einstellen ihres Betriebs wegen Insolvenz 2016 auch die Self-Publishing-Plattform ruckzuckbuch.de gehörte, das Zertifikat FAIRöffentlichen ins Leben gerufen, um mit dem neuen Siegel „unseriösen Pseudoverlagen“ und der so genannten „Vanity Press“ das Handwerk zu legen. Danach sollten sich daran teilnehmende Unternehmen auf Standards hinsichtlich der Autorenrechte, der Aufklärung rund um ihre Angebote sowie der Nachhaltigkeit und Fairness verpflichten. Eine Prüfkommission aus Branchenexperten hätte das Siegel zu vergeben und gegebenenfalls auch wieder zu entziehen gehabt. Ob dieses Zertifikat „FAIRöffentlichen“ jemals vergeben wurde oder nach der Insolvenz der Verlagsgruppe Monsenstein und Vannerdat noch vergeben wird, ist derzeit nicht zu belegen.

## Rechtliches
Zwischen Selbstkostenverlagen und ihren Auftraggebern wird kein Verlagsvertrag (z. B. in Deutschland nach § 1 Verlagsgesetz) geschlossen. Auch wenn ein Selbstkostenverlag im Impressum z. B. als Hersteller genannt wird, verbleiben die gesamten Urheberrechte bei den Auftraggebern. Die Auftraggeber räumen jedoch den Selbstkostenverlagen für meist von ihnen auch gewünschte Vertriebsleistungen notwendigerweise ein eingeschränktes Vertriebsrecht ein.
Steuerrechtlich fungiert ein Auftraggeber somit als Risiko tragender Unternehmer, der einen am Vertragsende verbleibenden wirtschaftlichen Verlust erlösmindernd geltend machen kann, wenn eine Gewinnerzielungsabsicht erkennbar ist.